# Joel Solanilla
Joel Isaac Solanilla Valdespino (Panama, 24 dicembre 1983) è un calciatore panamense, difensore del Costa del Este.

## Caratteristiche tecniche
Può giocare sia come terzino sinistro che come terzino destro.

## Carriera

### Club
Comincia a giocare nell'Alianza Panama. Nel 2002 passa al Plaza Amador. Nel 2003 si trasferisce al Patriotas Boyaca. L'anno successivo torna al Plaza Amador. Nel 2005 gioca all'Árabe Unido. Nel 2006 viene acquistato dall'Envigado. Nel 2007 torna al Plaza Amador. Nel 2007 si trasferisce al FAS. Nel 2009 viene acquistato dallo Sporting San Miguelito. Nel 2011 passa al Deportivo Malacateco. Nel 2012 si trasferisce al Millennium Universidad. Nel 2014 viene acquistato dal Costa del Este.

### Nazionale
Ha debuttato in Nazionale nel 2003. Ha partecipato, con la maglia della Nazionale, alla Gold Cup 2005 e alla Gold Cup 2009. Ha collezionato in totale, con la maglia della Nazionale, 29 presenze.

## Palmarès

### Club

#### Competizioni nazionali
- Asociación Nacional Pro Fútbol: 1

Plaza Amador: 2002